# Stypommisa abdominalis
Stypommisa abdominalis är en tvåvingeart som först beskrevs av Philip 1960.  Stypommisa abdominalis ingår i släktet Stypommisa och familjen bromsar. Inga underarter finns listade i Catalogue of Life.